# António José de Barros e Sá
António José de Barros e Sá ComNSC (Montalegre, 4 de Julho de 1821 — Lisboa, 28 de Julho de 1903), mais conhecido por Barros e Sá, foi um jurista e político português, formado em Direito, chegou a desempenhar o cargo de Juiz Relator do Supremo Tribunal de Justiça Militar. Filiado no Partido Regenerador, deputado em variados mandatos, exerceu os cargos de Ministro da Justiça e também o de Ministro da Fazenda (interino), no 38.º governo da Monarquia Constitucional, Vice-presidente e Presidente da Câmara dos Pares, Comendador e Par do Reino, tendo ascendido ao Pariato por Carta Régia de 16 de Maio de 1874 e tomou posse em 5 de Janeiro de 1875.

## Biografia
António José de Barros e Sá nasceu em Montalegre (Santa Maria), a 4 de Julho de 1821, Fidalgo da Casa Real, formou-se em Direito na Universidade de Coimbra em 2 de Junho de 1845. Voltaria 5 anos mais tarde a Montalegre, elegendo-se Presidente da Câmara de Montalegre e mais tarde Administrador do Concelho de Mirandela.
Era filho do Dr. Sebastião José de Barros e de D.ª Maria Rosa Clementina Sanches de Mascarenhas. Casou com Clara Pinheiro da Cunha Pessoa, filha de Elias da Cunha Pessoa, um Juiz da Relação de Lisboa e também Ministro da Justiça do Governo de Loulé. Foi pai de:
- D.ª Rita Pinheiro Pessoa de Barros e Sá, Dama da Rainha Maria Luísa de Espanha, casada com o Conselheiro Henrique de Barros Gomes, político, deputado, Par do Reino e Ministro em vários Governos da Monarquia Constitucional;
- António Pessoa de Barros e Sá,[3] Bacharel de Direito, ocupou o cargo de Diretor-geral da Divida Publica,[4] deputado e Conselheiro;
- Rafael de Barros e Sá;
- Elias da Cunha Pessoa de Barros e Sá, Oficial da Direcção Geral da Divida Pública.[5]
- Francisco Pessoa de Barros e Sá;
- D.ª Clara Pinheiro da Cunha Pessoa de Barros e Sá, 2ª Condessa de Castro e Sola, casada com Amadeu Teles da Silva de Afonseca Mesquita de Castro Pereira e Sola, 2º Conde de Castro e Sola.

Desde o seu casamento habitou no prédio de Rafael José da Cunha, lado poente da Praça Luís de Camões em Lisboa, tio da esposa e depois na Rua Ivens N.º 35, onde faleceu a 28 de Julho de 1903. Foi sepultado no Cemitério dos Prazeres em Lisboa, jazigo 1291, rua 15.

## Regeneração
Formou-se em direito a 2 de Março de 1845 e logo no ano seguinte alistou-se no Batalhão Académico que participou no movimento da Patuleia. Libertado em virtude da Convenção de Gramido, tal como muitos correlegionários veio a alinhar na Regeneração ao lado de Saldanha e de Fontes Pereira de Melo, de quem era amigo pessoal e político.
Em 2 de Janeiro de 1850 presta juramento como Presidente da Câmara de Montalegre, Concelho de onde era natural. Desempenhou posteriormente o cargo de Administrador do Concelho de Mirandela. Quatro anos depois colocou-se ao serviço do Duque de Saldanha e do novo Partido Regenerador e trocou a vida administrativa pela Magistratura e fez carreira na Magistratura Militar, vindo a ser Auditor da 1ª divisão e Juiz Relator do Supremo Tribunal de Justiça Militar a partir de 20 de Junho de 1866.

## Vida Parlamentar 1854-1897
Foi eleito pela primeira vez deputado na eleição suplementar ocorrida pelo círculo de Faro em 3 de Dezembro de 1854, tendo o juramento sido prestado a 17 de Janeiro de 1855. Em 1856 e 1858 foi eleito pelo círculo de Chaves, com juramento a 24 de Janeiro de 1855 e 21 de Junho de 1858, respectivamente e nas eleições de 1860, 1864, 1865 e 1868 representou o círculo de Montalegre, apenas havendo registo de juramento para as duas ultimas legislaturas, a 9 de Março de 1867 e 30 de Abril de 1868, respectivamente. Em Setembro de 1870 foi derrotado em Chaves por António José Antunes Guerreiro mas em 1871 conseguiu voltar ao Parlamento como deputado pelo círculo de Moncorvo, com juramento a 27 de Julho de 1871.
Teve uma vida parlamentar intensíssima: participou em dezenas de comissões; elaborou inúmeros relatórios e pareceres; produziu centenas de intervenções e discursos. Assegurou a Vice-Presidência e Presidência da Câmara dos Pares em duas ocasiões: períodos de 29.12.1887 — 31.12.1891 e 29.12.1892 — 8.6.1897. Muitas das suas intervenções destinaram-se á entrega de pareceres de comissões, de representações e de requerimentos, especialmente nos períodos em que os Regeneradores estiveram no Governo. Na primeira legislatura preferiu as questões de âmbito militar, nomeadamente em torno da Lei do Recrutamento (20.1.1855). Nas legislaturas seguintes foi entrando nas discusões de política geral e apresentou até uma proposta de criação de uma comissão revisora da Lei Eleitoral (28.1.1857). Progressivamente afirmou-se um sério combatente parlamentar regenerador, intervindo muitas vezes de forma veemente como sucedeu na sessão de 16 de Junho 1868, na qual Santos e Silva lhe denunciou os métodos:«se ouviu pedir a palavra a favor, pede-a contra e se ouviu pedir a palavra contra, pede-a a favor; o seu inocente fim é inscrever-se e ter ocasião de injuriar o governo (...) exaltado ou moderado, pacifico ou irritado pode o ilustre deputado fazer quando quiser para menosprezar a dignidade desta casa, pode pôr em prática quantos meios a sua imaginação lhe sugerir para anarquizar os trabalhos do Parlamento». Ao invés, nos consulados regeneradores era um dos deputados mais diligentes, não só pelos muitos pareceres que redigiu, mas até pelas iniciativas tomadas, como por exemplo a proposta de aquisição das colecções de legislação e atas de sessões das câmaras de outros países para a biblioteca das Cortes (5.2.1872). Na Câmara dos Pares proferiu discursos de maior fôlego, sendo alguns dados à estampa. Nas comissões evidenciou grande capacidade de estudo e ponderação das questões, sendo escolhido para relator de importantes projectos, como o da reforma do pariato, contabilidade pública, deserções militares, novas bases construtivas do Banco de Portugal, Código de Justiça Militar, Regulamento de Justiça Militar e Código Penal. Foi relator do parecer sobre o Código de Justiça Militar. Em 1884, quando já era evidente o alinhamento com teses mais conservadoras, entrou na discussão da Reforma Constitucional e foi dos poucos Pares que  votou contra o novo "Acto Adicional".
Na sequência da revolta republicana de 31 de Janeiro, pediu ao Ministro da Guerra um largo debate sobre a disciplina militar (17.6.1891) pois a seu entender, tolerar a propaganda republicana era um suicídio e no quadro da Monarquia Constitucional não poderia ter lugar o conceito de «militar cidadão». No seu último discurso relevante, alusivo ao Projecto-Lei sobre as Juntas de Paróquia, voltou a sublinhar o seu desempenho na causa católica ao reclamar «que à Igreja e aos ministros seja restituída inteira liberdade de acção e que acabassem com as prerrogativas régias, ainda do tempo dos reis absolutos que subordinavam «o altar ao trono» (27.11.1894). Até 1897 ainda se manteve na vida parlamentar, embora sem intervenções significativas. Depois desta data e até á sua morte, abandonou a participação ativa nos trabalhos do hemiciclo. Filiado no Partido Regenerador, deteve lugar destacado na cúpula partidária, como comprova o papel desempenhado nas negociações com os progressistas com vista ás eleições de 1881.

## Ministro da Justiça

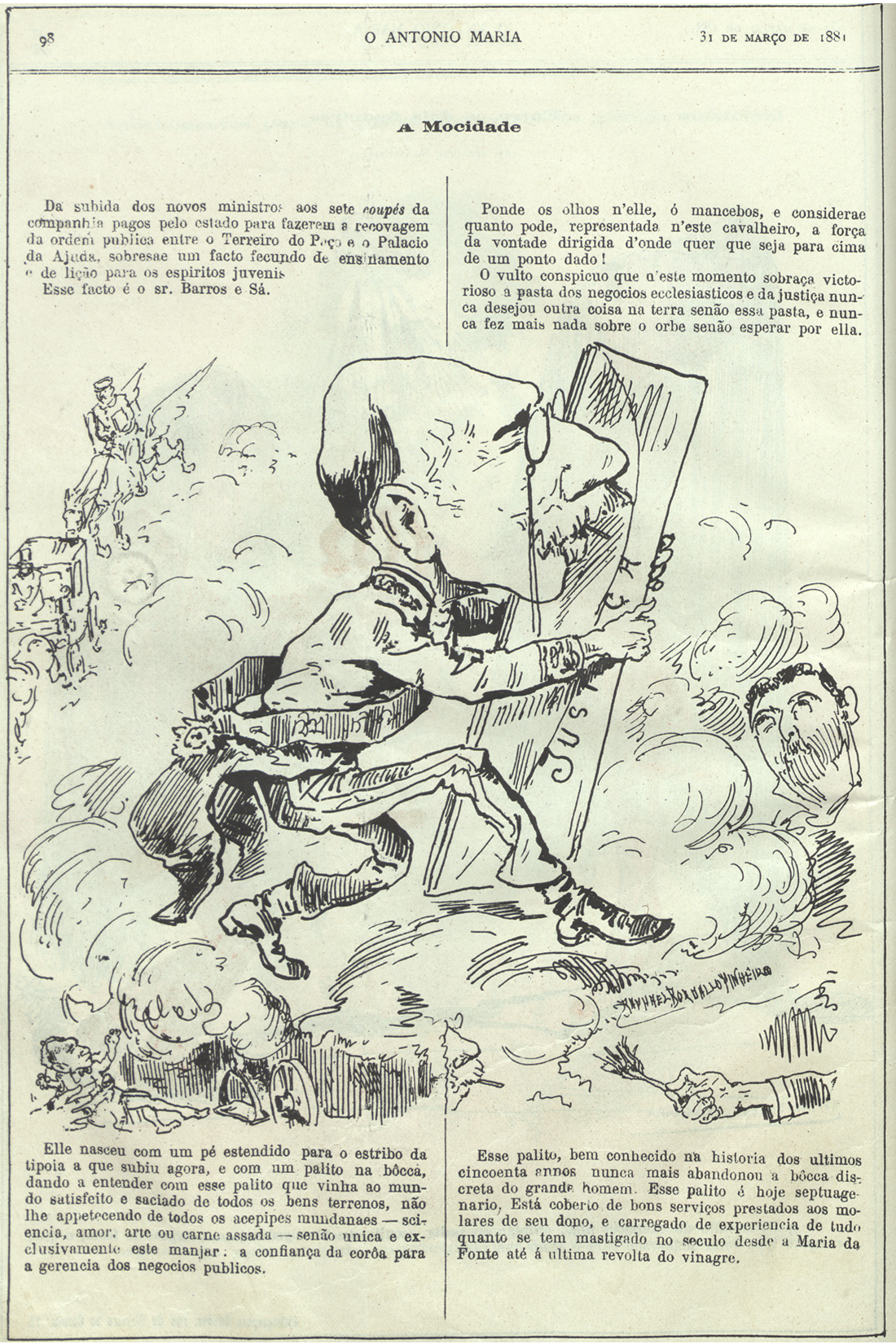
Almanaque O António Maria de 31 de Março de 1881.

Exerceu o cargo de Ministro da Justiça no Gabinete de Rodrigues Sampaio (25 de Março a 14 de Novembro de 1881) Governo Regenerador Presidido por Rodrigues Sampaio, sendo um homem de fortes convicções, circunspecto, de um carácter irrepreensível e um católico fervoroso, não o livraram de ser alvo de contundentes campanhas de uma imprensa oposicionista que acusava-o de nepotismo e de distribuição de sinecuras aos seus amigos políticos.

## Ministro da Fazenda (interino)

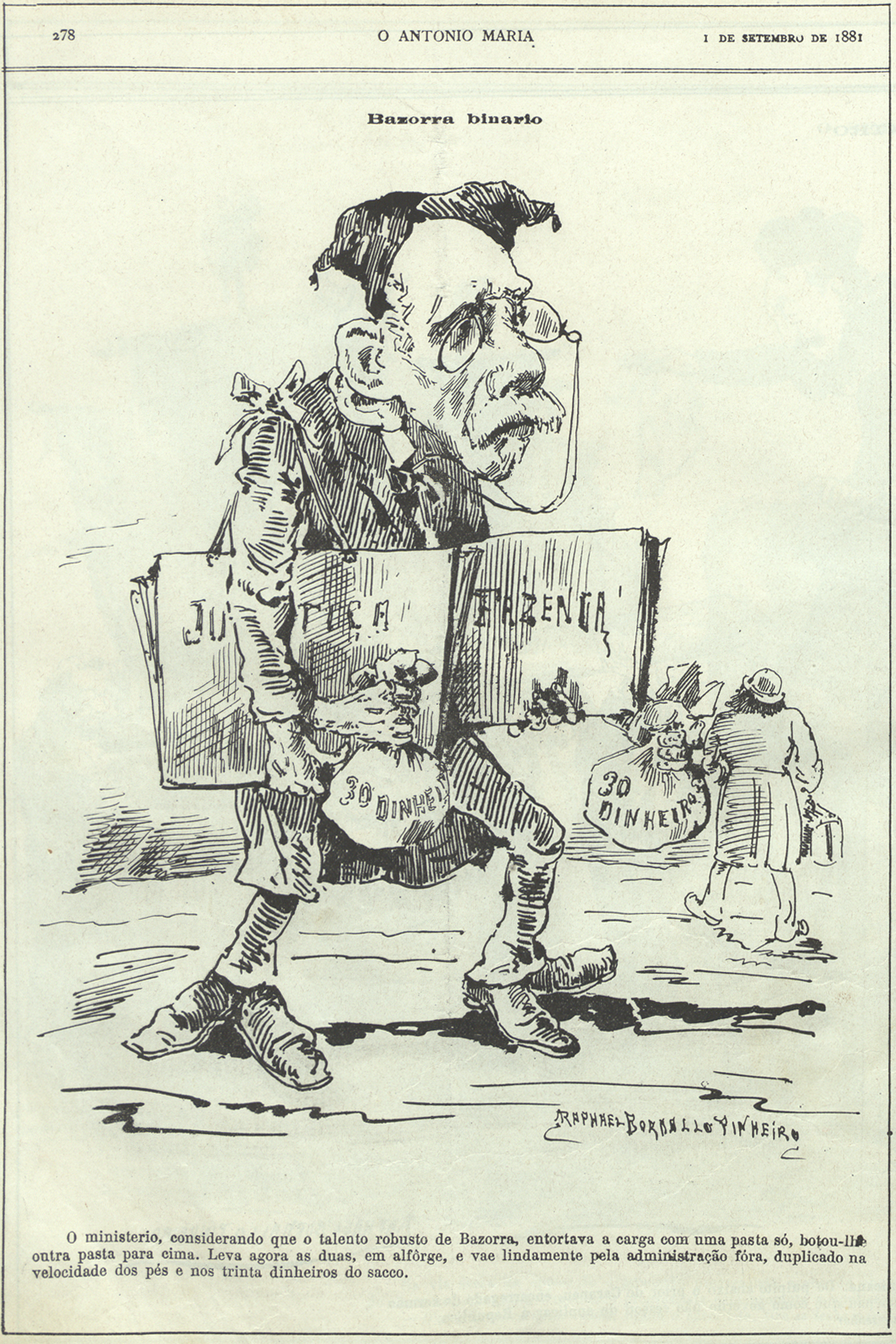
Almanaque O António Maria de 1 de Setembro de 1881.

Entre 1 de Setembro até 30 de Setembro de 1881, acumulou com a pasta dos Negócios Eclesiásticos e da Justiça, o Ministério e Secretário de Estado dos Negócios da Fazenda, substituindo interinamente Lopo Vaz de Sampaio e Melo.
A sua figura enérgica e a sua intensa vida parlamentar e política o celebrizaram mas também lhe criaram inimigos e críticos. A imprensa da época, em especial durante o seu ministério, popularizou-o e satirizou, em especial Rafael Bordalo Pinheiro que o caricaturou continuadamente na revista “O António Maria”.

## Honras e Condecorações
- Fidalgo da Casa Real
- Par do Reino
- Comendador da Real Ordem Militar de Nossa Senhora da Conceição de Vila Viçosa
- Excelentíssimo Senhor Grã-Cruz da Real e Distinguida Ordem Espanhola de Carlos III de Espanha
- Cavaleiro de Grã-Cruz da Ordem de Pio IX da Santa Sé

## Obras Publicadas
- Projecto do Código Penal Militar Português, Lisboa 1858.
- Projecto do Código do Processo Criminal, Lisboa 1867.
- Discurso na Sessão da Câmara dos Pares, Lisboa 2 de Março de 1868.
- António José de Barros e Sá, Discursos Pronunciados na Câmara dos Dignos Pares do Reino contra a Dictadura exercida pelo governo em Fevereiro e Março de 1890, Lisboa - Imp. Nacional 1890.
- Código de Justiça Militar de 1875-1896, Lisboa 1875.

## Ligações Externas
- Portugal - Dicionário Histórico, Código de Justiça Militar
- Cartas de Escritores Ilustres para o Dr. Frederico Laranjo